# Sant Sebastià d'Estaron
Sant Sebastià d'Estaron és l'església romànica del poble d'Estaron, en el terme municipal de la Guingueta d'Àneu, a la comarca del Pallars Sobirà, inclosa en l'Inventari del Patrimoni Arquitectònic de Catalunya. Pertany al territori de l'antic terme d'Escaló.

## Descripció
L'església de Sant Sebastià s'alça en l'indret més elevat del poble d'Estaron.
La construcció és d'una sola nau seguida d'un ampli espai presbiteral diferenciat i rematat per un absis semicircular. A l'exterior l'absis apareix compartimentat per cinc lesenes, que no arriben a nivell del sòl, amb sèries de tres arcuacions. A la banda central s'obre una finestra d'arc de mig punt. La coberta de la nau és d'encavallada de fusta, el presbiteri té volta de canó i l'absis de quart d'esfera. Es conserva part del paviment original de còdols.
La porta d'accés d'arc de mig punt es troba al costat de migdia on també s'obre una finestra de doble esqueixada en el tram presbiteral. En el mur de ponent, en el que fóra el vèrtex de la primitiva coberta hi ha dos caps esculpits encastats en el mur. Al costat de migdia s'aixeca un robust campanar d'espadanya amb tres arcs per campanes, adossat perpendicularment a l'església i amb una arcada de pas a la base. A la coberta, de llicorella a dues aigües, s'observa que se li ha volgut donar una inclinació superior a la original.

## Notícies històriques
La tipologia d'església amb campanar de cadireta adossat al lateral de migdia i arcada de pas a la base es repeteix també a l'església de Sant Feliu de la Força d'Areu, a la Vall Farrera.